# 1644
1644 (MDCXLIV) je bilo prestopno leto, ki se je po gregorijanskem koledarju začelo na petek, po 10 dni počasnejšem julijanskem koledarju pa na ponedeljek.

## Dogodki
- 15. september - Giovanni Battista Pamphili je postal papež Inocenc X.
- Nizozemska je zavzela portugalsko Malako.
- dinastija Mandžu je prevzela kitajsko oblast.

## Rojstva
- 1. marec - Simon Foucher, francoski filozof († 1696)
- 25. september - Ole Christensen Rømer, danski astronom, matematik († 1710)

Neznan datum
- Amdžazade Koprulu Husein Paša, veliki vezir († 1702)
- Hajaši Hoko, japonski konfucijanski filozof († 1732)
- Macuo Bašo, japonski pesnik in pisec potopisov († 1694)

## Smrti
- 30. december - Jan Baptist van Helmont, flamski kemik, fiziolog, zdravnik (* 1580)